# Halterofilismo nos Jogos Olímpicos de Verão de 2016 - Até 77 kg masculino
A competição da categoria até 77 kg masculino do halterofilismo nos Jogos Olímpicos de Verão de 2016 foi realizada no dia 10 de agosto no Pavilhão 2 do Riocentro.

## Calendário
Horário local (UTC-3)
| Dia          | Horário | Fase    |
| ------------ | ------- | ------- |
| 10 de agosto | 10:00   | Grupo B |
| 10 de agosto | 19:00   | Grupo A |

## Recordes
Antes desta competição, os recordes mundiais e olímpicos da prova eram os seguintes:
| Recorde mundial  | Arranque  | CHN Lyu Xiaojun        | 176 kg | Breslávia, Polônia    | 24 de outubro de 2013  |
| Recorde mundial  | Arremesso | RUS Oleg Perepetchonov | 210 kg | Trenčín, Eslováquia   | 27 de abril de 2001    |
| Recorde mundial  | Total     | CHN Lyu Xiaojun        | 380 kg | Breslávia, Polônia    | 24 de outubro de 2013  |
| Recorde olímpico | Arranque  | CHN Lyu Xiaojun        | 175 kg | Londres, Grã Bretanha | 1 de agosto de 2012    |
| Recorde olímpico | Arremesso | CHN Zhan Xugang        | 207 kg | Sydney, Austrália     | 22 de setembro de 2000 |
| Recorde olímpico | Total     | CHN Lyu Xiaojun        | 379 kg | Londres, Grã Bretanha | 1 de agosto de 2012    |

Depois da competição, novos recordes foram estabelecidos:
| Arranque  | 177 kg | CHN Lyu Xiaojun   | , |
| Arremesso | 214 kg | KAZ Nijat Rahimov | , |

## Medalhistas
| Ouro   | KAZ Nijat Rahimov DSQ |
| Prata  | CHN Lyu Xiaojun       |
| Bronze | EGY Mohamed Mahmoud   |

## Resultados
Participaram do evento 21 halterofilistas.
| Pos.              | Halterofilista           | Grupo | Peso corporal | Arranque (kg) | Arranque (kg) | Arranque (kg) | Arranque (kg) | Arresesso (kg) | Arresesso (kg) | Arresesso (kg) | Arresesso (kg) | Total |
| Pos.              | Halterofilista           | Grupo | Peso corporal | 1             | 2             | 3             | Resultado     | 1              | 2              | 3              | Resultado      | Total |
| ----------------- | ------------------------ | ----- | ------------- | ------------- | ------------- | ------------- | ------------- | -------------- | -------------- | -------------- | -------------- | ----- |
| Medalha de prata  | CHN Lyu Xiaojun3         | A     | 76.83         | 170           | 175           | 177           | 177           | 197            | 197            | 202            | 202            | 379   |
| Medalha de bronze | EGY Mohamed Mahmoud 2    | A     | 76.69         | 160           | 165           | 168           | 165           | 196            | 196            | 203            | 196            | 361   |
| 4                 | THA Chatuphum Chinnawong | A     | 76.52         | 160           | 165           | 165           | 165           | 191            | 191            | 191            | 191            | 356   |
| 5                 | MDA Alexandru Șpac2      | A     | 76.52         | 150           | 155           | 158           | 155           | 185            | 190            | 192            | 192            | 347   |
| 6                 | COL Andrés Caicedo       | B     | 76.26         | 150           | 150           | 155           | 155           | 191            | 197            | 197            | 191            | 346   |
| 7                 | ESP Andrés Mata          | B     | 76.32         | 145           | 150           | 153           | 153           | 185            | 190            | 190            | 190            | 343   |
| 8                 | PRK Choe Jon-wi          | A     | 76.54         | 153           | 157           | 158           | 153           | 184            | 190            | 194            | 190            | 343   |
| 9                 | EGY Ibrahim Ramadan      | A     | 76.90         | 147           | 152           | 152           | 152           | 186            | 186            | 192            | 186            | 338   |
| 10                | GER Nico Müller          | B     | 76.70         | 145           | 149           | 151           | 151           | 177            | 181            | 185            | 181            | 332   |
| 11                | IND Sathish Sivalingam   | B     | 76.96         | 143           | 148           | 153           | 148           | 176            | 181            | 186            | 181            | 329   |
| 12                | INA Deni                 | B     | 69.38         | 140           | 146           | 149           | 146           | 172            | 177            | 181            | 177            | 323   |
| –                 | ARM Andranik Karapetyan  | A     | 76.75         | 170           | 174           | 176           | 174 JWR       | 195            | 195            | –              | DNF            | DNF   |
| –                 | ROU Dumitru Captari      | B     | 76.68         | 145           | 150           | 150           | 145           | –              | –              | –              | DNF            | DNF   |
| DSQ               | KAZ Nijat Rahimov1       | A     | 76.19         | 160           | 165           | 168           | 165           | 202            | 214            | –              | 214            | 379   |

↑  Mohamed Ihab Mahmoud e Alexandru Șpac podem ser desclassificados após reanálises de amostras confirmarem substâncias proibidas.
↑ Nijat Rahimov ganhou ouro mas foi desclassificado em 22 de março de 2022 por troca de amostras.
↑ As medalhas ainda não foram oficialmente realocadas até dezembro de 2024.
Legenda
| Recorde mundial      | Recorde mundial (World record)               |                       | Recorde africano                      | Recorde africano (African) |                                           | Q | Classificado por posição (Qualified) |
| Recorde olímpico     | Recorde olímpico (Olympic record)            | Recorde da América    | Recorde da América (Americas)         | q                          | Classificado por melhor tempo (Qualified) |   |                                      |
| Melhor marca do ano  | Melhor marca do ano (World leading)          | Recorde asiático      | Recorde asiático (Asian)              | DNS                        | Não largou (Did not start)                |   |                                      |
| Recorde nacional     | Recorde nacional (National record)           | Recorde europeu       | Recorde europeu (European)            | DNF                        | Não terminou (Did not finish)             |   |                                      |
| Recorde pessoal      | Recorde pessoal do atleta (Personal best)    | Recorde da Oceania    | Recorde da Oceania (Oceania)          | DSQ / DQ                   | Desclassificado (Disqualified)            |   |                                      |
| Recorde da temporada | Recorde da temporada do atleta (Season best) | Recorde sul-americano | Recorde sul-americano (South America) | NM                         | Sem marca (No mark)                       |   |                                      |